# Adolf Gehrts
Heinrich Adolph Gehrts (* 30. Oktober 1886 in Hamburg; † 10. Januar 1943 ebenda) war ein deutscher Fußballspieler.

## Karriere

### Vereine
Gehrts gehörte von 1902 bis 1914 als Stürmer zunächst dem FC Victoria von 1895, nach Umbenennung am 10. Juni 1908, dem SC Victoria von 1895 an, für den er in den vom Hamburg-Altonaer Fußball-Bund organisierten Meisterschaften in der regional höchsten Spielklasse, der A-Klasse, Punktspiele betritt und 1905 bis 1909 und 1913 als Meister aus dieser hervorgegangen war. Infolgedessen bestritt er in den vom Norddeutschen Fußball-Verband ausgetragenen Norddeutschen Meisterschaften die Spielzeiten 1905/06, 1906/07, 1907/08, 1912/13 und zuletzt in der auf Antrag von Holstein Kiel erstmals ausgetragenen Verbandsliga. Aufgrund der Erfolge der Jahre 1905 bis 1907 nahm er mit dem Verein folgerichtig auch an den sich jeweils anschließenden Endrunden um die Deutsche Meisterschaft teil. Er bestritt das am 28. Mai 1905 gegen den Dresdner SC mit 3:5 verlorene Viertelfinale und auch das am 29. April 1906 verlorene Viertelfinale mit 1:3 gegen den BTuFC Union 1892. Gegen letztgenannten Verein verlor er im Folgejahr mit 1:4 im Halbfinale, nachdem zuvor im Viertelfinale der Düsseldorfer SC 99 mit 8:1 besiegt worden war.

### Auswahl-/Nationalmannschaft
Als Spieler der Auswahlmannschaft des Norddeutschen Fußball-Verbandes nahm er am Wettbewerb um den Kronprinzenpokal teil. Nach Siegen im Viertel- und Halbfinale gewann er das am 25. Mai 1911 in Berlin ausgetragene Finale gegen die Auswahlmannschaft des Verbandes Süddeutscher Fußball-Vereine mit 4:2 n. V.
Gehrts bestritt für die A-Nationalmannschaft zwei Länderspiele. Sein Debüt gab er am 20. April 1908 in Berlin bei der 1:5-Niederlage gegen die Nationalmannschaft Englands; sein letztes bestritt er am 24. April 1910 in Arnheim bei der 2:4-Niederlage gegen die Nationalmannschaft der Niederlande.

## Erfolge
- Sieger Kronprinzenpokal 1910/11 und Kronprinzenpokal 1913/14
- Norddeutscher Meister 1906, 1907
- Meister von Hamburg und Altona 1905, 1906, 1907, 1908, 1909, 1913

## Sonstiges
Gehrts fiel 56-jährig im Zweiten Weltkrieg in Hamburg-Farmsen. 